# Boji
Boji este un câine maidanez din Istanbul, Turcia, cunoscut pentru călătoriile sale în unitățile de transport public ale orașului. Este descris ca fiind o corcitură de kangal⁠(d) cu „blană maro-aurie, ochi întunecați și urechi fleșcăite”. El urcă în autobuze, metrou, tramvaie și feriboturi.
Autoritățile au organizat vaccinarea animalului și echiparea lui cu un microcip care să îi urmărească mișcările. Astfel, într-o singură zi Boji vizitase 29 de stații de metrou și călătorise până la 30 kilometri (19 mi). Odată a ajuns și pe Insulele Principilor.
Numele său tradus din turcă înseamnă boghiu.
Aventurile sale au ajuns pentru prima dată în atenția publicului la mijlocul anului 2021. Un purtător de cuvânt al Metro Istanbul⁠(d) a declarat următoarele:
„Am observat un câine care folosește metroul și știe unde merge. Știe când să iasă... De parcă ar avea un scop.”
În numele lui Boji a fost deschis un cont de Twitter cu conținut în turcă și engleză, care către 6 octombrie 2021 avea aproape 60.000 de urmăritori. Are și un cont de Instagram. Mulți oameni postează poze sau selfie-uri cu Boji pe propriile profiluri de socializare.